# Leichtathletik-Weltmeisterschaften 2019/Teilnehmer (Kasachstan)
| Gelbes Symbol für Goldmedaillen mit stilisierten Olympischen Ringen | Graues Symbol für Silbermedaillen mit stilisierten Olympischen Ringen | Braundes Symbol für Bronzemedaillen mit stilisierten Olympischen Ringen |
| ------------------------------------------------------------------- | --------------------------------------------------------------------- | ----------------------------------------------------------------------- |
| —                                                                   | —                                                                     | —                                                                       |

Der Leichtathletikverband von Kasachstan will an den Leichtathletik-Weltmeisterschaften 2019 in Doha teilnehmen. Acht Athletinnen und Athleten wurden vom kasachischen Verband nominiert.

## Ergebnisse

### Frauen

#### Laufdisziplinen
| Athletin                                                                     | Disziplin | Vorlauf | Vorlauf | Halbfinale | Halbfinale | Finale | Finale |
| Athletin                                                                     | Disziplin | Zeit    | Platz   | Zeit       | Platz      | Zeit   | Platz  |
| ---------------------------------------------------------------------------- | --------- | ------- | ------- | ---------- | ---------- | ------ | ------ |
| Olga Safronowa                                                               | 100 m     | 11,40 s | 31      | DNQ        | DNQ        | –      | –      |
| Olga Safronowa                                                               | 200 m     | 23,16 s | 25      | DNQ        | DNQ        | –      | –      |
| - Swetlana Golendowa - Rima Kaschafutdinowa - Elina Michina - Olga Safronowa | 4 × 100 m | 43,79 s | 12      |            |            | DNQ    | DNQ    |

#### Sprung/Wurf
| Athletin      | Disziplin  | Qualifikation | Qualifikation | Finale     | Finale |
| Athletin      | Disziplin  | Weite/Höhe    | Platz         | Weite/Höhe | Platz  |
| ------------- | ---------- | ------------- | ------------- | ---------- | ------ |
| Olga Rypakowa | Dreisprung | 14,09 m       | 13            | DNQ        | DNQ    |

### Männer

#### Laufdisziplinen
| Athlet         | Disziplin   | Vorlauf | Vorlauf | Halbfinale | Halbfinale | Finale    | Finale |
| Athlet         | Disziplin   | Zeit    | Platz   | Zeit       | Platz      | Zeit      | Platz  |
| -------------- | ----------- | ------- | ------- | ---------- | ---------- | --------- | ------ |
| Michail Litwin | 400 m       | 46,28 s | 30      | DNQ        | DNQ        | –         | –      |
| Georgi Scheiko | 20 km Gehen |         |         |            |            | 1:32:53 h | 19     |

#### Sprung/Wurf
| Athlet      | Disziplin   | Qualifikation | Qualifikation | Finale     | Finale |
| Athlet      | Disziplin   | Weite/Höhe    | Platz         | Weite/Höhe | Platz  |
| ----------- | ----------- | ------------- | ------------- | ---------- | ------ |
| Iwan Iwanow | Kugelstoßen | 19,73 m       | 30            | DNQ        | DNQ    |